# Tortura y abuso de prisioneros de Bagram
La Tortura y abuso de prisioneros de Bagram fue descubierta a partir de 2005 cuando el periódico The New York Times obtuvo un informe de una investigación del Ejército de los Estados Unidos de 2.000 páginas sobre los homicidios de dos prisioneros afganos civiles y desarmados por personal militar estadounidense ocurridos a partir de diciembre de 2002 en el Centro de detención de la base de Bagram (también Punto de Recolección de Bagram) en Bagram, Afganistán y el trato general de los prisioneros. Los dos prisioneros, Habibullah y Dilawar, fueron encadenados repetidamente al techo y golpeados, lo que resultó en la muerte de ambos. Los forenses militares dictaminaron que las muertes fueron homicidios. Las autopsias revelaron un trauma severo en las piernas de ambos prisioneros, describiendo el trauma como comparable a ser atropellado por un autobús. Siete soldados fueron acusados en 2005 por estos crímenes de guerra. 

## Ubicación

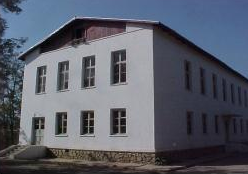
El antiguo hospital en la base, donde el abogado Dennis Edney alega que comenzó el abuso de Omar Khadr.

Las torturas y homicidios tuvieron lugar en el centro de detención militar conocido como Punto de Colección Bagram, que había sido construido por los  soviéticos como un taller de maquinaria de aviones durante la invasión soviética de Afganistán (1980-1989). Una instalación de hormigón y chapa metálica que se modernizó con púas de alambre y celdas de aislamiento de madera, el centro es parte de la Base Aérea de Bagram en la antigua ciudad de Bagram cerca de Charikar en la Provincia de Parwān, y a 60 km de Kabul, Afganistán.

## Detenidos
En enero de 2010, el ejército estadounidense dio a conocer los nombres de 645 detenidos recluidos en el principal centro de detención de Bagram, modificando su posición de larga data contra la publicación de dicha información. Esto era para cumplir con una Ley por la Libertad de la Información demanda presentada en septiembre de 2009 por la Unión Estadounidense por las Libertades Civiles, cuyos abogados también habían exigido información detallada sobre las condiciones, las reglas y regulaciones en el centro.
-->

## Víctimas

### Habibullah
Habibullah murió el 4 de diciembre de 2002. Varios soldados estadounidenses golpearon al hombre encadenado con los llamados "golpes peroneos", o golpes severos en el costado de la pierna por encima de la rodilla. Esto incapacita la pierna al golpear el nervio peroneo común. Según  The New York Times :

Para el 3 de diciembre, la reputación de desafío de Habibullah parecía convertirlo en un objetivo abierto. (Había recibido al menos 9 "golpes peroneos" de dos carceloeros por ser "desobediente y combativo)".

... Cuando el sargento. James P. Boland vio al Sr. Habibullah el 3 de diciembre, estaba en una de las celdas de aislamiento, atado al techo por dos juegos de esposas y una cadena alrededor de su cintura. Su cuerpo estaba desplomado hacia adelante, sostenido por las cadenas. El sargento Boland había entrado en la celda con (los especialistas Anthony M. Morden y Brian E. Cammack)...

...arrodillar al prisionero con fuerza en el muslo, "tal vez un par" de veces. El cuerpo inerte del Sr. Habibullah se balanceaba hacia adelante y hacia atrás en las cadenas.

Cuando llegaron los médicos, encontraron a Habibullah muerto.

### Dilawar

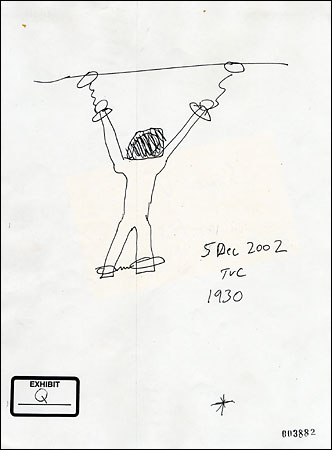
Un boceto que muestra cómo Dilawar fue encadenado al techo de su celda por Thomas V. Curtis, un ex sargento en la Reserva del Ejército de los Estados Unidos y Policía Militar

Dilawar, que murió el 10 de diciembre de 2002, era un conductor y granjero afgano de 22 años que pesaba 55 kg. y que sus intérpretes no describieron como violento ni agresivo.
Cuando lo golpearon, gritó repetidamente "Allah!" La protesta parece haber divertido al personal militar estadounidense. El acto de golpearlo para provocar un grito de "¡Alá!" eventualmente "se convirtió en una especie de broma corriente", según uno de los diputados. "La gente seguía apareciendo para darle a este detenido "golpes peroneos" sólo para escucharlo gritar 'Alá'", dijo. "Se prolongó durante un período de 24 horas, y creo que fueron más de 100 golpes".
El Times informó que:

El día de su muerte, Dilawar había estado encadenado por las muñecas a la parte superior de su celda durante gran parte de los cuatro días anteriores.

Un guardia intentó obligar al joven a arrodillarse. Pero sus piernas, que habían sido golpeadas por los guardias durante varios días, ya no podían doblarse. Un interrogador le dijo al Sr. Dilawar que podía ver a un médico después de que terminaran con él. Sin embargo, cuando finalmente lo enviaron de regreso a su celda, los guardias recibieron instrucciones de solo encadenar al prisionero al techo.
"Déjelo levantado", citó uno de los guardias al especialista Claus. Pasaron varias horas antes de que un médico de la sala de emergencias finalmente viera al Sr. Dilawar. Para entonces ya estaba muerto, su cuerpo comenzaba a endurecerse.

Pasarían muchos meses antes de que los investigadores del Ejército se enteraran de un último detalle espantoso: la mayoría de los interrogadores habían creído que el Sr. Dilawar era un hombre inocente que simplemente condujo su taxi más allá de la base estadounidense en el momento equivocado.

En el documental "Taxi to the Dark Side" (2007), dirigido por el cineasta estadounidense Alex Gibney, se afirmó que Dilawar fue capturado mientras conducía por territorio de la milicia afgana, y no pasaba por la base de Bagram. La milicia lo detuvo en un retén y lo transfirió al Ejército de los Estados Unidos a cambio de una recompensa monetaria, alegando que era un terrorista.

### Dra. Aafia Siddiqui/Prisionera 650
La Dra. Aafia Siddiqui, una ciudadana paquistaní educada en los Estados Unidos como  neurocientífica, era sospechosa del intento de asalto y asesinato del personal estadounidense en Afganistán. Desapareció en 2003 con sus tres hijos. Al parecer estuvo detenida durante cinco años en Bagram con sus hijos; ella era la única mujer prisionera. Los hombres detenidos la conocían como "Prisionera 650". Los medios la apodaron como la "Mata Hari de al-Qaida" o la "Dama gris de Bagram". Yvonne Ridley dice que Siddiqui es la "Dama Gris de Bagram", una detenida fantasmal, que mantenía despiertos a los prisioneros "con sus sollozos inquietantes y gritos desgarradores". En 2005, los prisioneros varones estaban tan preocupados por su difícil situación, dijo Ridley, que hicieron huelga de hambre durante seis días. La familia de Siddiqui sostiene que fue abusada en Bagram.
En 2008, Aafia Siddiqui fue juzgada en un tribunal de distrito federal de Manhattan por cargos de terrorismo. Denunció el juicio de 2008, diciendo: "(una apelación sería) una pérdida de tiempo. Apelo a Dios". "Según los informes, Ahmed (hijo del Dr. Aafia), de 12 años, fue trasladado con su tía Fauzia Siddiqui en septiembre de 2008 después de años de estar detenido con su madre en una base militar estadounidense en Afganistán. Más tarde, una niña llamada Fátima fue abandonada en casa de la hermana de Siddiqui; el ADN de la niña coincidía con el de Ahmed (hijo del Dr. Aafia). El senador paquistaní Talha Mehmood, presidente del Comité Permanente de Interior del Senado pakistaní, "criticó a Estados Unidos por mantener al niño en una cárcel militar en una habitación fría y oscura durante siete años". Se desconoce el destino del otro hijo de Siddiqui.

### Binyam Mohamed
Mohamed emigró al Reino Unido desde Etiopía en 1994 y solicitó asilo. En 2001 se convirtió al islam y viajó a Pakistán, seguido de Afganistán, para ver si este país, dirigido por los talibanes, era "un buen país islámico". Las autoridades estadounidenses creían que era un posible atacante, que luchó junto a los Talibanes en Afganistán. Funcionarios de inmigración paquistaníes lo arrestaron en el aeropuerto en abril de 2002 antes de que regresara al Reino Unido. Mohamed ha dicho que los funcionarios utilizaron pruebas obtenidas mediante tortura en lugares de Pakistán, Marruecos y Afganistán entre 2002 y 2004 antes de que fuera "entregado en secreto" a Estados Unidos y recluido en el Campo de detención de la Bahía de Guantánamo en Cuba. En octubre de 2008, Estados Unidos retiró todos los cargos en su contra. Se informó que Mohamed estaba muy enfermo como resultado de una huelga de hambre en las semanas previas a su liberación. En febrero de 2009, Mohamed fue entrevistado por Moazzam Begg, un compañero detenido de Bagram y fundador de Cage,(organización de defensa que tiene como objetivo "empoderar a las comunidades afectadas por la guerra contra el terrorismo".). Mohamad identificó una foto del Dr. Aafia Siddiqui como la mujer a quien él y otros detenidos varones habían visto en Bagram, conocida como "Prisonera 650".

### Otros
Mohammed Sulaymon Barre, un  somalí refugiado que trabajaba para una empresa de transferencia de fondos, describió su interrogatorio de Bagram como "tortura". Summarized transcripts (.pdf)], from Mohammed Sulaymon Barre's Combatant Status Review Tribunal - pages 30-37</ref> Barre dijo que lo recogieron y lo arrojaron por la sala de interrogatorios cuando no confesó una acusación falsa. Lo pusieron en una cámara de aislamiento que se mantuvo a una temperatura extremadamente fría durante varias semanas y se le privó de raciones suficientes durante este período. Como resultado de este tratamiento, sus manos y pies se hincharon, causándole un dolor tan insoportable que no podía ponerse de pie.
Zalmay Shah, un ciudadano afgano, alega malos tratos durante su detención en la base aérea de Bagram.
Un artículo publicado en la edición del 2 de mayo de 2007 de "The New Republic" contenía extractos de una entrevista con Zalmay Shah. Dijo que originalmente había cooperado estrechamente con los estadounidenses. Había trabajado con un estadounidense que conocía sólo como "Tony" en la redada de exmiembros de los talibanes. Según el artículo:

Mientras entregaba a un hombre buscado bajo custodia de los Estados Unidos, Shah fue arrestado, encapuchado, encadenado desnudo. Los soldados le taparon la boca con cinta adhesiva, negándose a dejar que escupiera el rapé que masticaba. Durante tres días, sus carceleros de Bagram le negaron la comida. Mientras tanto, Shah se declaró inocente y recordó a los estadounidenses su amistad con "Tony".

Zalmay Shah fue finalmente liberado. Dijo que los estadounidenses siguen pidiendo su cooperación, pero ahora la rechaza.
Otros incluyen a Mohammed Salim y Moazzam Begg.

## Investigación y enjuiciamiento
En octubre de 2004, el Comando de Investigación Criminal del Ejército de los Estados Unidos concluyó que había causa probable para acusar a 27  oficiales y personal alistado de delitos penales en el caso Dilawar, que van desde negligencia en el cumplimiento del deber a mutilación y homicidio involuntario. Quince de los mismos soldados también fueron citados por probable responsabilidad penal en el caso Habibullah. Hasta ahora se han presentado cargos contra siete soldados. Según un artículo publicado el 15 de octubre de 2004 "The New York Times", 28 soldados estaban bajo investigación. Algunos de los soldados eran reservistas en la 377ª Compañía de la Policía Militar bajo el mando del Capitán Christopher M. Beiring. El resto estaba en el 519 ° Batallón de Inteligencia Militar bajo el mando del Capitán Carolyn A. Wood.
El 14 de octubre de 2004 el Comando de Investigación Criminal remitió el informe de su investigación a los comandantes de 28 militares.
Al 15 de noviembre de 2005, se han presentado cargos contra 15 soldados.
| Soldado                        | Unidad                     | Cargos |
| ------------------------------ | -------------------------- | --- |
| Sgto. James P. Boland          | 377a. Policía Militar      | Acusado en agosto de 2004 de agresión, maltrato a un detenido y incumplimiento del deber por presunta conducta en relación con el tratamiento de un detenido el 10 de diciembre de 2002 en Bagram. Fue acusado de una segunda especificación de incumplimiento del deber por la muerte el 3 de diciembre de 2002 de otro detenido. Todos los cargos fueron retirados. Le dieron una "carta de reprimenda" y finalmente dejó el ejército. |
| Esp. Brian Cammack             | 377a. Policía Militar      | Se declaró culpable el 20 de mayo de 2005 de los cargos de agresión y dos cargos de hacer una declaración falsa, y aceptó testificar en casos relacionados a cambio de la desestimación del cargo de maltrato a detenidos. Condenado a tres meses de prisión, reducción al rango de privado y una nota por mala conducta. Cammack afirmó que golpeó a Habibullah porque Habibullah le había escupido. |
| Pfc. Willie V. Brand           | 377a. Policía Militar      | Acusado de homicidio involuntario, agresión agravada, agresión simple, mutilación, maltrato y hacer una declaración jurada falsa. Condenado en agosto de 2005 por agresión, maltrato, declaración jurada falsa y mutilación, cargos relacionados con Dilawar. Absuelto de los cargos relacionados con Habibullah. Reducido al rango de privado. |
| Sto. Anthony Morden            | 377a. Policía Militar      | Acusado de agresión, maltrato y declaración oficial falsa. declarado culpable. Condenado a 75 días de reclusión, reducción a la categoría de privado y alta por mala conducta. |
| Sgto. Christopher W. Greatorex | 377a. Policía Militar      | Absuelto de los cargos de abuso, maltrato y declaración oficial falsa. |
| Sgto. Darin M. Broady          | 377a. Policía Militar      | Absuelto de los cargos de agresión, maltrato y declaración oficial falsa. |
| Cap. Christopher M. Beiring    | 377a. Policía Militar      | - Acusado de incumplimiento del deber y hacer una declaración oficial falsa. - Se retiraron todos los cargos el 6 de enero de 2006. - Le dan una carta de reprimenda. |
| Sgto. Brian L. Doyle           | 377a. Policía Militar      | - Acusado el 13 de octubre de 2005 - Absuelto de negligencia en el servicio y maltrato. |
| Sgto. Duane M. Grubb           | 377a. Policía Militar      | Acusado de agresión, maltrato y declaración oficial falsa. Los fiscales dijeron que Grubb golpeó repetidamente al cautivo discapacitado Zarif Khan en las rodillas. Grubb testificó que nunca había golpeado al prisionero. Fue absuelto de todos los cargos. |
| Sgto. Alan J. Driver           | 377a. Policía Militar      | - Acusado de asalto. - Absuelto el jueves 23 de febrero de 2006. |
| Esp. Nathan Adam Jones         | 377a. Policía Militar      | - Acusado de agresión, maltrato y hacer una declaración oficial falsa. |
| Esp. Glendale C. Walls         | 519a. Inteligencia Milita  | El especialista Glendale C. Walls II fue acusado a principios de mayo de 2005 de agresión, maltrato de un detenido y no obedecer una orden legal. Los cargos se derivaron de acusaciones de uso de técnicas de interrogatorio abusivas en Bagram, Afganistán. Uno de los detenidos interrogados por Specialist Walls en diciembre de 2002 murió poco tiempo después en el centro de detención. En el juicio de agosto de 2005, el especialista Walls admitió haber abusado del detenido y fue condenado a una reducción a E-1, dos meses de reclusión y una baja por mala conducta. - Declarado culpable el 23 de agosto de 2005. - Received a sentence of two months imprisonment. |
| Sgto. Selena M. Salcedo        | 519a. Inteligencia Militar | Acusado en mayo de 2005 de agresión, incumplimiento del deber y mentir a los investigadores. Sospechoso de pisar el pie descalzo de Dilawar, agarrar su barba, patearlo y luego ordenar al detenido que permaneciera encadenado al techo. En el juicio, Salcedo se declaró culpable y recibió una sentencia de reducción de un grado en el rango, multa de US$ 1000 y una reprimenda por escrito. |
| Sgt. Joshua Claus              | 519a. Inteligencia Militar | El especialista Joshua R. Claus ha sido acusado de agresión, maltrato de un detenido y de hacer una declaración falsa a los investigadores por su participación en los interrogatorios que llevaron a la muerte de un detenido afgano en Bagram en diciembre de 2002. - Acusado el 17 de mayo de 2005 de agresión, maltrato y declaración falsa. - Se declaró culpable y recibió una sentencia de prisión de cinco meses en 2005. |
| Soldado Damien M. Corsetti     | 519a. Inteligencia Milita  | El especialista Damien M. Corsetti bajo investigación por agresión, maltrato a detenidos y actos indecentes relacionados con técnicas abusivas de interrogatorio utilizadas contra detenidos en Bagram, Afganistán. El 1 de junio de 2006, PFC Corsetti fue declarado no culpable de todos los cargos. Mientras servía en Abu Ghraib, SPC Corsetti presuntamente obligó a una mujer iraquí a desnudarse durante el interrogatorio; fue multado y degradado. |

## Involucrado pero sin carga
Algunos interrogadores involucrados en este incidente fueron enviados a Irak y asignados a la prisión de Abu Ghraib. Soldado de primera clase Corsetti fue multado y degradado mientras estaba asignado a Abu Ghraib por no tener permiso para realizar un interrogatorio.

## Denuncias por un patrón generalizado de abuso
Un editorial de mayo de 2005 de "The New York Times" señaló paralelismos entre el comportamiento militar en Bagram y el posterior abuso y tortura de prisioneros en Abu Ghraib en Irak:

Lo que sucedió en la  Abu Ghraib no fue una aberración, sino parte de un patrón generalizado. Mostró el trágico impacto de la decisión inicial de George W. Bush y sus principales asesores que no iban a seguir las Convenciones de Ginebra, o incluso la ley estadounidense, para los prisioneros capturados en operaciones antiterroristas.

El expediente de investigación de Bagram, obtenido por The Times, mostró que el maltrato a los presos era rutinario: encadenarlos al techo de sus celdas, privarlos del sueño, patearlos y golpearlos, humillarlos sexualmente y amenazarlos con perros guardianes: el mismo comportamiento que se repitió más tarde en Irak.

En noviembre de 2001, el Coronel Morgan Banks, psicólogo jefe del programa Supervivencia, Evasión, Resistencia y Escape, fue enviado a Afganistán. Trabajó durante cuatro meses en Bagram. A principios de 2003, Banks emitió una guía para los "consultores de ciencias del comportamiento" que ayudaron a diseñar la estrategia de interrogatorio de Campo de detención de Guantánamo. Ha negado enfáticamente haber abogado por el uso de técnicas de contrarresistencia del SERE (Supervivencia, Evasión, Resistencia y Escape) para "derribar" a los detenidos.

## Respuesta del gobierno de EE. UU.
El  gobierno de los Estados Unidos a través del  Departamento de Estado hace informes periódicos al Comité de las Naciones Unidas contra la Tortura. En octubre de 2005, el informe se centró en la detención preventiva de sospechosos en la Guerra contra el terrorismo, incluidos los detenidos en el campo de detención de la Bahía de Guantánamo y en Afganistán. Este informe en particular es significativo como la primera respuesta oficial del gobierno de los Estados Unidos a las acusaciones de abuso generalizado de prisioneros en Afganistán y en la Bahía de Guantánamo. El informe niega las acusaciones.

## Enmienda McCain
La enmienda McCain fue una enmienda del Senado de los Estados Unidos proyecto de ley de autorización del Departamento de Defensa, comúnmente conocido como laEnmienda sobre (1) el Manual de Campo del Ejército y (2) Trato Cruel, Inhumano y Degradante, enmienda # 1977 y también conocida como la Enmienda McCain de 1977. La enmienda prohíbe el trato inhumano de los presos. La enmienda fue presentada por el senador John McCain. El 5 de octubre de 2005, el Senado de los Estados Unidos votó 90-9 a favor de la enmienda, que luego fue promulgada por el presidente George W. Bush.

## Segunda prisión secreta
En mayo de 2010, la BBC informó sobre nueve presos que "contaron historias consistentes de estar recluidos en aislamiento en celdas frías donde una luz está encendida todo el día y la noche. Los hombres dijeron que el personal militar estadounidense los había privado del sueño". Cuando la BBC solicitó información al Comité Internacional de la Cruz Roja al respecto, el CICR reveló que las autoridades estadounidenses le habían informado en agosto de 2009 que mantenían una segunda instalación en Bagram, donde los detenidos estaban recluidos en aislamiento debido a la "necesidad militar". Esta fue una excepción al principio de permitir el acceso garantizado de todos los presos a la Cruz Roja Internacional.

## Películas
El documental de 2007 "Taxi to the Dark Side" (Taxi al lado oscuro) (2007), dirigido por el cineasta estadounidense Alex Gibney, se centra en el asesinato de Dilawar por las tropas estadounidenses en Bagram.